# Вессел Даммерс
Вессел Даммерс (нід. Wessel Dammers, нар. 1 березня 1995, Аудеркерк, Нідерланди) — нідердандський футболіст, центральний захисник клубу «Віллем ІІ».

## Ігрова кар'єра

### Клубна
Вессел Даммерс є вихованцем футбольної академії клубу «Феєнорд». Першу гру в основі футболіст провів у сезоні 2014/15 у матчі Ліги Європи. Влітку 2015 року Даммерс був відправлений в оренду у клуб «Камбюр». В основі «Феєнорда» в чемпіонаті Ередивізі футболіст так і не зіграв жодного матчу і влітку 2017 року перейшов до складу «Фортуни» з Сіттарда. У січні 2019 року отримав важку травму коліна і вибув з гри майже на рік.
Влітку 2020 року Даммерс як вільний агент перейшов до «Гронінгена». З яким підписав трирічний контракт. У січні 2022 року футболіст був відданий в оренду у клуб «Віллем ІІ». І хоча за результатами того сезону цей клуб вибув до Ерстедивізі, по закінченню терміну оренди Даммерс підписав з «Віллем ІІ» повноцінний контракт.

### Збірна
У 2014 році Вессел Даммерс провів одну гру у складі молодіжної збірної Нідерландів.